# Quercus austrocochinchinensis
Quercus austrocochinchinensis är en bokväxtart som beskrevs av Paul Robert Hickel och Aimée Antoinette Camus. Quercus austrocochinchinensis ingår i släktet ekar, och familjen bokväxter. Inga underarter finns listade.